# Notre-Dame-du-Hamel
Notre-Dame-du-Hamel är en kommun i departementet Eure i regionen Normandie i norra Frankrike. Kommunen ligger i kantonen Broglie som tillhör arrondissementet Bernay. År 2022 hade Notre-Dame-du-Hamel 188 invånare.

## Befolkningsutveckling
Antalet invånare i kommunen Notre-Dame-du-Hamel
Referens:INSEE